# 花千骨 (电影)
《花千骨》（英語：The Journey of Flower）是一部中国大陆的爱情奇幻电影，改编自Fresh果果的同名作品。该片由张超理执导，朱雨菡编剧，陈都灵、李程彬领衔主演，茅子俊特别出演，赖美云、张紫宁主演，徐沐婵特别友情出演，陈晓东、张俪友情出演。2024年1月20日在中国大陆上映。

## 剧情简介
上古时期，众仙合力歼灭妖神，妖神之力被封印于三大神器中。时过千年，世间恶念聚集，三大神器的封印出现松动，而一旦妖神之力汇聚，六界将遭灭顶之灾。长留掌门白子画召集群仙密商，意图加固封印。可各方势力均为一己私欲争相抢夺神器，导致三方神器之首的卜元鼎爆发致命毒气，屠戮村民。村中有一少女天煞孤星花千骨（陈都灵 饰），自小招惹妖魔，滴血之处皆花草枯萎，被视为异端饱受欺凌。为改变命运，花千骨克服重重困难赶去长留仙境拜上仙白子画（李程彬 饰）为师，最终被迫觉醒洪荒之力，与命运展开殊死对抗。

## 演员列表
| 演員   | 角色   | 介紹 |
| ------ | ------ | ---- |
| 陈都灵 | 花千骨 |      |
| 李程彬 | 白子画 |      |
| 茅子俊 | 杀阡陌 |      |
| 赖美云 | 糖宝   |      |
| 张紫宁 | 轻水   |      |
| 徐沐婵 | 霓漫天 |      |
| 陈晓东 | 洛河东 |      |
| 张俪   | 夏紫薰 |      |
| 張丹峰 | 異朽君 |      |

## 製作與發行

### 制作背景
据该片制片人介绍，电视剧版《花千骨》存在的遗憾在电影版中得到弥补。电影除了展现“爱而不得”之外，更会突出“一念成仙，一念成魔”的东方魔幻气质，也会运用大量细腻的特效以及动作，进一步激发观众的想象空间。该片全程在广西大新县取景，但团队在拍摄前遭遇到配套设施、内景、快递等方面的问题，为此制片人做好了思想准备，在行动上尽一切努力筹备和尽可能的科学安排。片中也融入了广西文化元素，如花山岩画和傩戏，同时将广西不同的特色风光融入其中，如德天跨国瀑布、明仕田园等，更出现了尚未开发的胜泉谷、三叠岭等地。

### 制作发行历程
本片于2020年4月经国家电影局批准立项，同年10月15日发布先导海报，并首次披露将在2021年上映（此后延期）。
2022年7月14日，该片公布首支预告并公布演员阵容，同时宣布于2022年内上映，但未有上映再次延期。2023年10月30日，片方宣布，该片於2024年1月20日在中國大陆上映。2024年1月8日，该片发布人物海报。1月19日，该片在北京召开首映礼。

## 票房
截至1月26日，该片总票房为550万人民币。

## 争议
本片于2020年宣布启动电影版项目时，大部分人士不看好电影版的表现，认为趙麗穎和霍建華的演技已經完美呈現了花千骨和白子畫的角色，其他人來演“只會成為笑話”，且2022年首次发布預告時，更是被批评「回憶崩壞」、「沒仙氣」等。然而本片主演李程彬于2023年获得金钟奖，而陳都靈在2023年并未主演任何一部电视剧，仅饰演客串角色。
该片于2024年1月20日上映后，首4日累積票房未超过550萬人民幣。该片导演張超理表示自己很愧疚，覺得對不起製片人，辜負了他的信任，同時也對不起團隊裡的工作夥伴，觉得自己四年多的努力和付出沒有得到回報。CCTV-6电影评论节目《今日影评》也在节目中指出该片是“2024年第一部烂片”。由于排片得不到相应的票房支持，之后的排片也随之走低，至24日的排片已降至3%左右。